# 산계 (관직)
산계(散階)는 중국에서 시작된 위계 제도로서, 이름만 있고 실제로 직무는 없는 벼슬의 품계를 가리킨다. 관직의 위계로서 나타나므로 관계(官階) 또는 관등(官等), 관위(官位), 관질(官秩), 관차(官次), 관품(官品) 등으로도 부른다. 주로 문산계(文散階 : 문관계)와 무산계(武散階 : 무관계)로 나타나며, 고려시대와 조선시대의 위계 제도로서 쓰였다. 당나라의 제도를 고려 때 받아들여 정착하였다.

## 고려의 위계 제도
문종 때의 위계 제도는 아래 표와 같다.
|       | 문산계                     | 문산계                     | 무산계                 | 무산계                 |
| 직품  | 산계                       | 산계                       | 산계                   | 산계                   |
| 정1품 |                            |                            |                        |                        |
| 종1품 | 개부의동삼사(開府儀同三司) | 개부의동삼사(開府儀同三司) | 표기대장군(驃騎大將軍) | 표기대장군(驃騎大將軍) |
| 정2품 | 특진(特進)                 | 특진(特進)                 | 보국대장군(輔國大將軍) | 보국대장군(輔國大將軍) |
| 종2품 | 금자광록대부(金紫光祿大夫) | 금자광록대부(金紫光祿大夫) | 진국대장군(鎭國大將軍) | 진국대장군(鎭國大將軍) |
| 정3품 | 은청광록대부(銀靑光祿大夫) | 은청광록대부(銀靑光祿大夫) | 관군대장군(冠軍大將軍) | 관군대장군(冠軍大將軍) |
| 종3품 | 광록대부(光祿大夫)         | 광록대부(光祿大夫)         | 운휘대장군(雲麾大將軍) | 운휘대장군(雲麾大將軍) |
|       | 상                         | 하                         | 상                     | 하                     |
| 정4품 | 정의대부(正議大夫)         | 통의대부(通儀大夫)         | 중무장군(中武將軍)     | 장무장군(將武將軍)     |
| 종4품 | 대중대부(大中大夫)         | 중대부(中大夫)             | 선위장군(宣威將軍)     | 명위장군(明威將軍)     |
| 정5품 | 중산대부(中散大夫)         | 조의대부(朝儀大夫)         | 정원장군(定遠將軍)     | 영원장군(寧遠將軍)     |
| 종5품 | 조청대부(朝請大夫)         | 조산대부(朝散大夫)         | 유기장군(遊騎將軍)     | 유격장군(遊擊將軍)     |
| 정6품 | 조의랑(朝議郞)             | 승의랑(承議郞)             | 요무장군(耀武將軍)     | 요무부위(耀武副尉)     |
| 종6품 | 봉의랑(奉議郞)             | 통직랑(通直郞)             | 진위교위(振威校尉)     | 진무부위(振武副尉)     |
| 정7품 | 조청랑(朝請郞)             | 선덕랑(宣德郞)             | 치과교위(致果校尉)     | 치과부위(致果副尉)     |
| 종7품 | 선의랑(宣議郞)             | 조산랑(朝散郞)             | 익위교위(翊尉校尉)     | 익휘부위(翊麾副尉)     |
| 정8품 | 급사랑(給事郞)             | 징사랑(徵事郞)             | 선절교위(宣折校尉)     | 선절부위(宣折副尉)     |
| 종8품 | 승봉랑(承奉郞)             | 승무랑(承務郞)             | 어모교위(禦侮校尉)     | 어모부위(禦侮副尉)     |
| 정9품 | 유림랑(儒林郞)             | 등사랑(登仕郞)             | 인용교위(仁勇校尉)     | 인용부위(仁勇副尉)     |
| 종9품 | 문림랑(文林郞)             | 장사랑(將仕郞)             | 배융교위(陪戎校尉)     | 배융부위(陪戎副尉)     |

### 고려의 문산계
《고려사》 백관지(百官志)에 따르면, 문종 때 29계의 문산계를 정하였다고 되어 있다. 그 중 일부는 995년(성종 14)의 관제개혁 때에도 그 이름이 나타나 중국식 위계제도가 언제부터 채용되었는지 확실한 것은 알 수 없다.
문종 때의 제도는 1275년(충렬왕 1)에 원나라의 간섭으로 인하여 5품 이상의 이름을 바꾸었고, 1308년(충선왕 즉위)에 비로소 정1품을 두어 정(正)·종(從) 각 1품(品)부터 9품까지 갖추게 되었고, 6품부터를 낭(郎)으로 하였으며, 그 후도 여러 차례의 변동이 있었다.

### 고려의 무산계
995년(성종 14)의 관제개정과 더불어 제도화된 후 고려 말기에 이르기까지 문산계(文散階)와 함께 고려 위계제도의 중심이 되었다.
당나라에서 수입된 제도로, 정(正)·종(從) 9품까지를, 4품 이하는 상·하로 구분하여 29의 산계를 나누었다(정1품은 없음). 품이 같으면 정이 높고 종이 낮은 것으로 하며, 3품 이상을 대장군, 정6품 이상을 장군이라 부르고, 그 하는 위(尉)로 하고 있다.
무산계에는 급전(給田)이 따랐으며, 그 지급대상(支給對象)은 노령(老齡)의 군인·향리(鄕吏)·탐라(耽羅)의 왕족·여진(女眞)의 추장(酋長) 등이었으며, 그 밖에 공장(工匠)·악인(樂人) 중에도 이 무산계를 받은 자가 있었다. 노령의 군인에 대해서는 그들의 무거운 부담에 대한 대가(代價)와 아울러 많은 병사들의 사기를 북돋우기 위함이었으며 공장·악인의 경우도 마찬가지였다. 탐라의 왕족·여진의 추장에 대해서는 집단 내부에서의 그들의 지위를 보증시키고 동시에 그들을 통해 고려의 지배력을 침투시키려는 의도로 무산계를 주었을 것이다. 향리에 대해서는 그들이 관료(官僚)의 단순한 심부름꾼이 아니라 지방 농민의 통솔자요 지방 군대의 지휘자였으며, 더욱이 고려 말기에 이르러서까지도 많은 군현(郡縣)에 지방관(地方官)이 없었으므로 그 실질적 지배자인 향리의 힘을 빌려 그 지방을 다스리려는 의도와 또 한편으로는 그들의 무거운 부담을 보상한다는 뜻에서 무산계를 주었다.
이와 같이 문무 관료에게는 문산계(文散階)로써 포괄적(包括的)으로 사여(賜與)하고, 그 이외의 광범한 층을 무산계로써 통할(統轄)하였다.

## 조선의 위계 제도
| 품계  | 품계  | 문반계(동반계)                     | 무반계(서반계)                               | 관                |
| 정1품 | 상    | 대광보국숭록대부(大匡輔國崇祿大夫) | 대광보국숭록대부(大匡輔國崇祿大夫)           | 당 상 관          |
| 정1품 | 하    | 보국숭록대부(輔國崇祿大夫)         | 보국숭록대부(輔國崇祿大夫)                   | 당 상 관          |
| 종1품 | 상    | 숭록대부(崇祿大夫)                 | 숭록대부(崇祿大夫)                           | 당 상 관          |
| 종1품 | 하    | 숭정대부(崇政大夫)                 | 숭정대부(崇政大夫)                           | 당 상 관          |
| 정2품 | 상    | 정헌대부(正憲大夫)                 | 정헌대부(正憲大夫)                           | 당 상 관          |
| 정2품 | 하    | 자헌대부(資憲大夫)                 | 자헌대부(資憲大夫)                           | 당 상 관          |
| 종2품 | 상    | 가정대부(嘉靖大夫)                 | 가정대부(嘉靖大夫)                           | 당 상 관          |
| 종2품 | 하    | 가선대부(嘉善大夫)                 | 가선대부(嘉善大夫)                           | 당 상 관          |
| 정3품 | 상    | 통정대부(通政大夫)                 | 절충장군(折衝將軍):1466년(세조12)에 당상으로 | 당 상 관          |
| 정3품 | 하    | 통훈대부(通訓大夫)                 | 어모장군(禦侮將軍)                           | 당 하 관 참 상 관 |
| 종3품 | 상    | 중직대부(中直大夫)                 | 건공장군(建功將軍)                           | 당 하 관 참 상 관 |
| 종3품 | 하    | 중훈대부(中訓大夫)                 | 보공장군(保功將軍)                           | 당 하 관 참 상 관 |
| 정4품 | 상    | 봉정대부(奉正大夫)                 | 진위장군(振威將軍)                           | 당 하 관 참 상 관 |
| 정4품 | 하    | 봉렬대부(奉列大夫)                 | 소위장군(昭威將軍)                           | 당 하 관 참 상 관 |
| 종4품 | 상    | 조산대부(朝散大夫)                 | 정략장군(定略將軍)                           | 당 하 관 참 상 관 |
| 종4품 | 하    | 조봉대부(朝奉大夫)                 | 선략장군(宣略將軍)                           | 당 하 관 참 상 관 |
| 정5품 | 상    | 통덕랑(通德郞)                     | 과의교위(果毅校尉)                           | 당 하 관 참 상 관 |
| 정5품 | 하    | 통선랑(通善郞)                     | 충의교위(忠毅校尉)                           | 당 하 관 참 상 관 |
| 종5품 | 상    | 봉직랑(奉直郞)                     | 현신교위(顯信校尉)                           | 당 하 관 참 상 관 |
| 종5품 | 하    | 봉훈랑(奉訓郞)                     | 창신교위(彰信校尉)                           | 당 하 관 참 상 관 |
| 정6품 | 상    | 승의랑(承議郞)                     | 돈용교위(敦勇校尉)                           | 당 하 관 참 상 관 |
| 정6품 | 하    | 승훈랑(承訓郞)                     | 진용교위(進勇校尉)                           | 당 하 관 참 상 관 |
| 종6품 | 상    | 선교랑(宣敎郞)                     | 여절교위(勵節校尉)                           | 당 하 관 참 상 관 |
| 종6품 | 하    | 선무랑(宣務郞)                     | 병절교위(秉節校尉)                           | 당 하 관 참 상 관 |
| 정7품 | 정7품 | 무공랑(務功郞)                     | 적순부위(迪順副尉)                           | 참 하 관          |
| 종7품 | 종7품 | 계공랑(啓功郞)                     | 분순부위(奮順副尉)                           | 참 하 관          |
| 정8품 | 정8품 | 통사랑(通仕郞)                     | 승의부위(承義副尉)                           | 참 하 관          |
| 종8품 | 종8품 | 승사랑(承仕郞)                     | 수의부위(修義副尉)                           | 참 하 관          |
| 정9품 | 정9품 | 종사랑(從仕郞)                     | 효력부위(效力副尉)                           | 참 하 관          |
| 종9품 | 종9품 | 장사랑(將仕郞)                     | 전력부위(展力副尉)                           | 참 하 관          |

### 조선의 동반계
- 문반 정1품 특진보국숭록대부(特進輔國崇祿大夫) : 1401년(태종1)경 대광보국숭록대부로 개칭.
- 문반 정1품 상보국숭록대부(上輔國崇祿大夫) : 1865년(고종2) 제정. 대광보국숭록대부와 보국숭록대부 사이.
- 문반 정1품 보국숭정대부(輔國崇政大夫) : 1401년(태종1)-1411년(태종11) 사이에 보국숭록대부로 개칭.
- 문반 종2품 가의대부(嘉義大夫) : 가정대부(嘉靖大夫)를 개칭. 1522년(중종17). 당시 중국 연호가 가정(嘉靖).

### 조선의 서반계
- 무반 정3품 절충장군(折衝將軍)을 당하관(堂下官)에서 당상관(堂上官)으로 개정.
- 무반 정3품 과의장군(果毅將軍)을 어모장군(禦侮將軍)으로, 무반 종3품 보의장군(保義將軍)을 건공장군(建功將軍)으로,
- 무반 정4품 위용장군(威勇將軍)을 진위장군(振威將軍)으로, 무반 종4품 선절장군(宣節將軍)을 정략장군(定略將軍)으로,
- 무반 정5품 충의교위(忠毅校尉)를 과의교위(果毅校尉)로, 무반 정5품 현의교위(顯毅校尉)를 충의교위(忠毅校尉)로,
- 무반 종6품 승의교위(承義校尉)를 여절교위(勵節校尉)로, 무반 종6품 수의교위(修義校尉)를 병절교위(秉節校尉)로,
- 무반 정7품 돈용부위(敦勇副尉)를 적순부위(迪順副尉)로, 무반 종7품 진용부위(進勇副尉)를 분순부위(奮順副尉)로,
- 무반 정9품 진무부위(進武副尉)를 효력부위(效力副尉)로, 무반 종9품 진의부위(進義副尉)를 전력부위(展力副尉)로 개정하다.

## 같이 보기
- 고려의 중앙 관제
- 조선의 통치 기구
- 고려의 행정구역
- 조선의 행정구역

## 참고 자료
- 이 문서에는 다음커뮤니케이션(현 카카오)에서 GFDL 또는 CC-SA 라이선스로 배포한 글로벌 세계대백과사전의 "〈고려의 정치·경제·사회구조〉" 항목을 기초로 작성된 글이 포함되어 있습니다.